# Dana Plotogea
Dana Plotogea (Voorheen: Dana Cojocea) (Braşov, 30 september 1981) is een voormalig biatlete uit Roemenië. Ze vertegenwoordigde haar vaderland op de Olympische Winterspelen 2002 in Salt Lake City, de Olympische Winterspelen 2006 in Turijn en de Olympische Winterspelen 2010 in Vancouver. 

## Resultaten

### Olympische Winterspelen
| Jaar | Plaats         | Resultaten                                                                           |
| ---- | -------------- | ------------------------------------------------------------------------------------ |
| 2002 | Salt Lake City | 55e 7,5 km spring LAP 10 km achtervolging 61e 15 km individueel                      |
| 2006 | Turijn         | 48e 7,5 km sprint 33e 10 km achtervolging 72e 15 km individueel 14e 4x6 km estafette |
| 2010 | Vancouver      | 49e 7,5 km sprint 52e 10 km achtervolging 81e 15 km individueel 10e 4x6 km estafette |

### Wereldkampioenschappen
| Jaar | Plaats      | Resultaten                                                                           |
| ---- | ----------- | ------------------------------------------------------------------------------------ |
| 2004 | Oberhof     | 51e 7,5 km sprint 39e 10 km achtervolging 54e 15 km individueel                      |
| 2005 | Hochfilzen  | 48e 7,5 km sprint 44e 10 km achtervolging 45e 15 km individueel 14e 4x6 km estafette |
| 2007 | Antholz     | 25e 7,5 km sprint 45e 10 km achtervolging 57e 15 km individueel 11e 4x6 km estafette |
| 2008 | Östersund   | 62e 7,5 km sprint 73e 15 km individueel 11e 4x6 km estafette                         |
| 2009 | Pyeongchang | 16e 7,5 km sprint 35e 10 km achtervolging 50e 15 km individueel 8e 4x6 km estafette  |

### Wereldbeker
Eindklasseringen
| Seizoen   | Algemeen | Individueel | Sprint | Achtervolging | Massastart |
| --------- | -------- | ----------- | ------ | ------------- | ---------- |
| 2004/2005 | 77e      |             |        |               |            |
| 2006/2007 | 71e      |             |        |               |            |
| 2008/2009 | 67e      |             |        |               |            |